# Kuta Jungak
Kuta Jungak is een bestuurslaag in het regentschap Pakpak Bharat van de provincie Noord-Sumatra, Indonesië. Kuta Jungak telt 477 inwoners (volkstelling 2010).